# Natural (ボサノバカサノバのアルバム)
『natural』（ナチュラル）は、日本のバンド　ボサノバカサノバが1997年7月24日にリリースした5枚目のアルバムである。

## 収録曲
1. 神様おねがい
2. ひまわりと土曜日の朝
3. 午前0時のメリーゴーラウンド(Album Version)
4. 新しい旅
5. IT'S ONLY YOU,THAT I LOVE
6. 砂に書いたさよなら
7. DON'T ANSWER ME
8. 恋人(ラマン)
9. 雨に打たれて
10. 一緒に暮らそう(Original Version)
11. 花を買って帰ろう(3rd Summer of Love Mix)
12. 長距離電話